# George Friedrich von Gellhorn

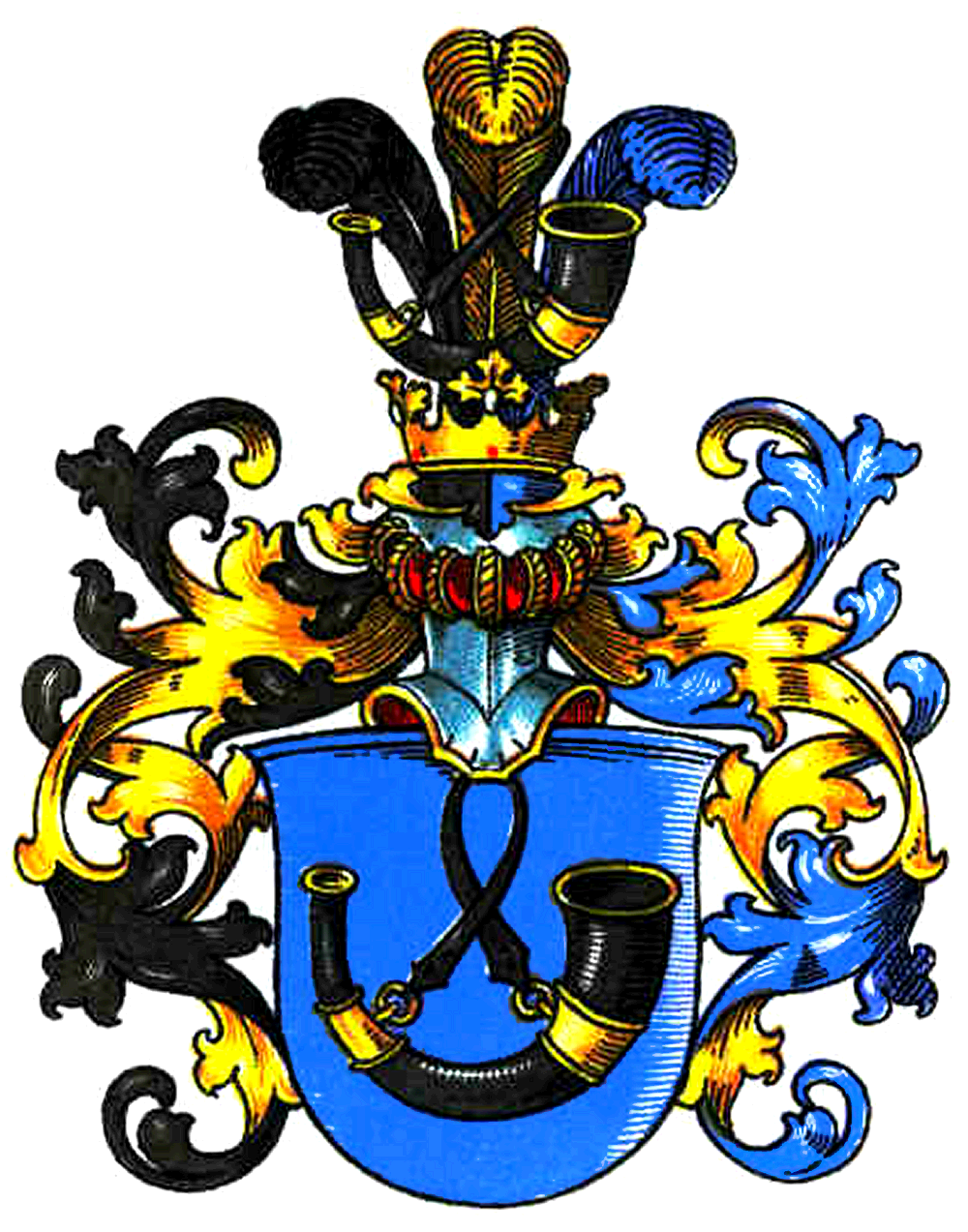
Stammwappen derer von Gellhorn

George Friedrich von Gellhorn (geb. 24. Mai 1687; gest. 1765) war ein preußischer Landrat.

## Leben
George Friedrich von Gellhorn war Angehöriger des schlesischen Uradelsgeschlechts Gellhorn. Er war ein Sohn des George Sigismund von Gellhorn (1655–1695), Herr auf Bechsan und dessen Ehefrau Ursula Maria (1652–1707), geb. von Stosch. George Friedrich von Gellhorn war Erbherr auf Ober- und Nieder-Neudorf und Heinrichau. Im Herbst des Jahres 1706 immatrikulierte er sich an der Universität Tübingen. Nach dem Studium wandte er sich wohl der Landwirtschaft zu. 1747 wurde er in der Nachfolge von Conrad von der Heyde zum zweiten Landrat des Kreises Reichenbach ernannt. Das Amt übte er bis 1759 aus. George Friedrich von Gellhorn starb 1765.

## Persönliches
Georg Friedrich von Gellhorn heiratete am 27. Februar 1715 Barbara Eleonora (1696–1731), Tochter des Sigismund Otto von Nostitz auf Laasan. Aus dieser Ehe gingen mehrere Kinder hervor.
- Carl Sigismund von Gellhorn
- George Ernst Abraham von Gellhorn (1721–1795)
- Gottlieb Wilhelm von Gellhorn
- Moritz Sylvius von Gellhorn (1727–1785)